# 山科教言
山科 教言（やましな のりとき）は、南北朝時代から室町時代初期にかけての公卿。山科教行の子。官位は従三位・権中納言。日記『教言卿記』の著者。

## 経歴
山科教定の子で山科資行の養子・山科教行の子として誕生。
正平元年/貞和2年（1346年）内蔵頭に任じられ、正平14年/延文4年（1359年）従三位に叙せられる。元中6年/康応元年（1389年）権中納言に任じられるが、翌元中7年/明徳元年（1390年）に職を辞して出家し、法名常言を称した。なお、「公卿補任」には没年を応永16年とするが、翌年に書かれた自筆の日記が現存している。
経済的手腕に富んでいたとされ、教言の時期以後京都に搬入される食料品関係の座のいくつかが山科家を本所とするようになる。以後、山科家は代々内蔵頭を歴任するようになった。
足利義持から香薬類の代表的合薬である潤体円を与えられた｡

## 系譜
- 父：山科教行
- 母：不詳
- 妻：不詳
  - 男子：山科教興
  - 男子：山科教冬
  - 男子：山科教藤

## 関連文献
- 斉藤英俊,「山科教言邸の景總庵について」『大会学術講演梗概集. 計画系』 47号 p.1315-1316, 日本建築学会, 1972-10, NAID 110003511907
- 樋口元巳,「山科教言卿の家計簿」『神戸商船大学紀要 第1類 文科論集』51号 p.21-49、2002-07, NAID 110000433380
- 宮本義己,「室町幕府の対明断交と日琉貿易--続添鴻宝秘要抄を通して」『南島史学』62号 p.1-29, 2003年, NAID 40006006453